# Hans-Peter Vertacnik
Hans-Peter Vertacnik (* 20. Oktober 1956 in Leoben) ist ein österreichischer Autor.

## Leben und Wirken
Vertacnik veröffentlichte zunächst Lyrik. In den ab 2007 veröffentlichten Romanen Abfangjäger und Ultimo steht der Oberstleutnant Zoff im Mittelpunkt der Geschehnisse. Im Roman Rosentod, mit dem der Autor seiner Heimatstadt Leoben die Reverenz erweist, steht Frau Chefinspektor Ulla Spärlich bei der Kripo Leoben ihren Mann. Im  Buch Donauwölfe, der die Unterwanderung der Gesellschaft durch kriminelle Netzwerke zum Thema hat, setzt der aus Polen stammende Major Radek Kubica in Österreichs Bundeshauptstadt Wien eine erste Duftmarke. Der Roman Totenvogel ist das zweite Buch der Serie. Darin geht es um den Mord am ebenso charismatischen wie skrupellosen Innenminister, der ganz Österreich schockiert. War es seine Gier nach Sex, Geld und Macht, die dem Politiker zum Verhängnis wurde? Als Oberst Radek Kubica den Dingen auf den Grund gehen will lüftet er ein Geheimnis, auf das er besser nie gestoßen wäre.
Seine Laufbahn als Leitender Polizeibeamter musste er wegen eines 2011 erlittenen Dienstunfalles beenden. Er absolvierte eine Ausbildung an der Master School Drehbuch Berlin.
Vertacnik lebt in Krenglbach bei Wels (Oberösterreich).

## Auszeichnungen
- 1994 Josef-Luitpold-Stern-Preis

## Veröffentlichungen
- Kein Zweifel. Politische Gedichte. Resistenzverlag, Wien 2002, ISBN 3-85285-079-7.
- Sag mir der Himmel ist weiß. Gedichte. Resistenzverlag, Wien 2004, ISBN 3-85285-105-X.
- Abfangjäger. Gmeiner-Verlag, Meßkirch 2007, ISBN 978-3-89977-736-9.
- Ultimo. Politthriller. Gmeiner-Verlag, Meßkirch 2008, ISBN 978-3-89977-784-0.
- Rosentod. Thriller. dotbooks.de 2012.
- Donauwölfe. Kriminalroman. Emons-Verlag, Köln 2015, ISBN 978-3-95451-488-5.
- Totenvogel. Kriminalroman. Emons-Verlag, Köln 2016, ISBN 978-3-95451-943-9.
- Öxit. Politikrimi. Emons-Verlag, Köln 2019, ISBN 978-3-7408-0687-3.